# Polino
Polino är en ort och kommun i provinsen Terni i regionen Umbrien i Italien. Kommunen hade 226 invånare (2018).